# Pseudocellus quetzalcoatl
Espèce
Pseudocellus quetzalcoatl est une espèce de ricinules de la famille des Ricinoididae.

## Distribution
Cette espèce est endémique du Veracruz au Mexique. Elle se rencontre vers Coatzacoalcos.

## Description
Le mâle holotype mesure 3,45 mm et la femelle paratype 3,24 mm.

## Étymologie
Cette espèce est nommée en l'honneur du Quetzalcóatl.

## Publication originale
- Valdez-Mondragón, Francke & Botero-Trujillo, 2018 : New morphological data for the order Ricinulei with the description of two new species of Pseudocellus (Arachnida: Ricinulei: Ricinoididae) from Mexico. Journal of Arachnology, vol. 46, p. 114–132.